# 弗勞恩費爾德

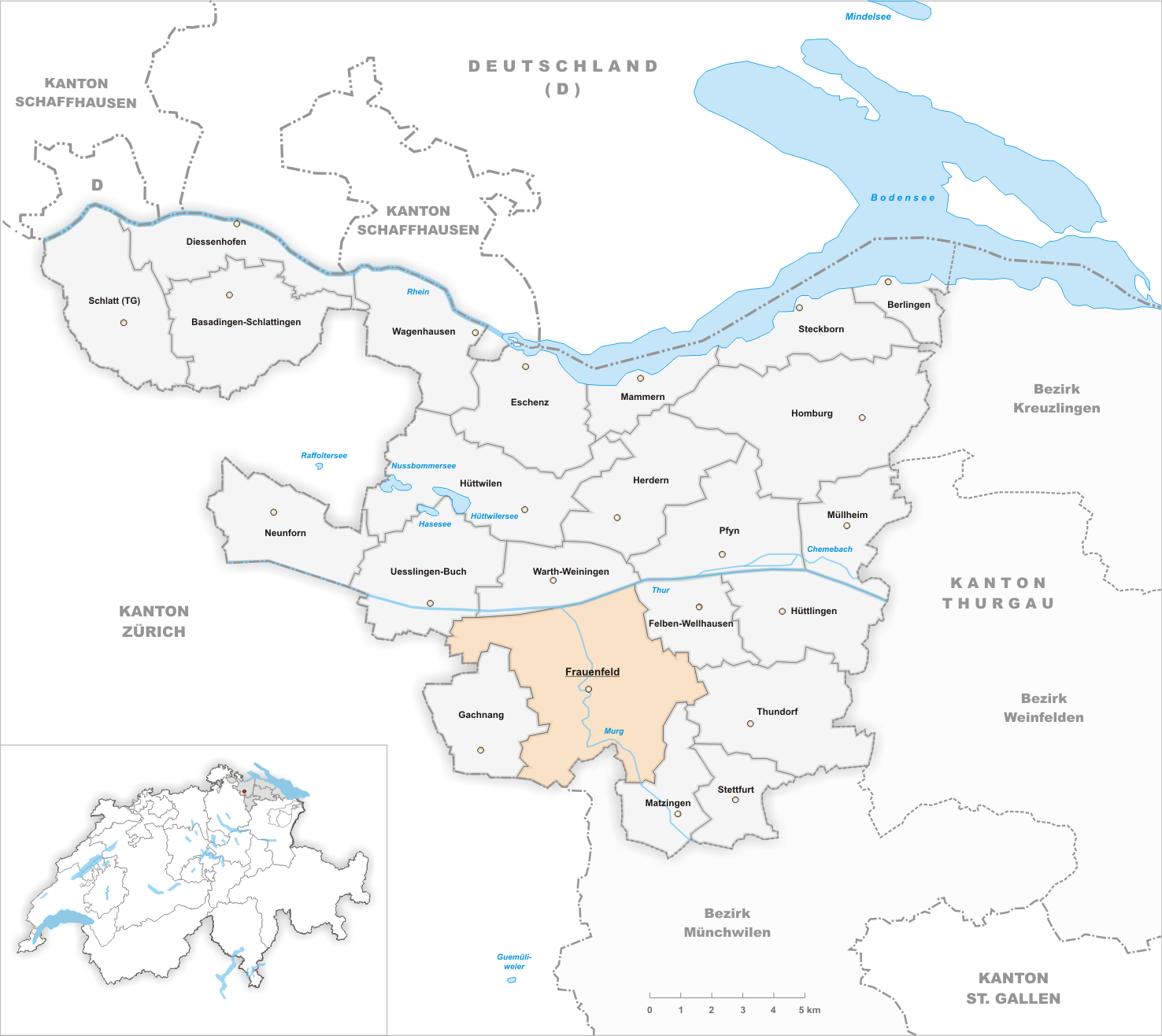
弗劳恩费尔德市地图

弗勞恩費爾德（德語：Frauenfeld）是位於瑞士联邦東北部的一座城市。弗勞恩費爾德是圖爾高州的首府，最早於1246年出現於文獻中。1264年該城市成為哈布斯堡家族領地。该市在2017年12月31日人口为25,058人。

## 地理
弗劳恩费尔德是图尔高州以及弗劳恩费尔德区的首府，主要位于穆尔格河的两岸。
弗劳恩费尔德的建造区中，工业建筑占13.3%，住宅建筑占3.5%，交通基础设施占0.8%，电力和水利基础设施占2.3%，公园、绿地和运动场占7.9%。全镇土地面积的22.6%是森林，2.1%是果园或者小树林。45.4%的土地用于农业用途，其中绝大部分都是用于种植农作物。

## 历史
城市附近发现的最早遗迹是拉坦诺时代的坟墓。9世纪建造了一所教堂。弗劳恩费尔德最早在文献中提到是在1246年，其中弗劳恩指的是“圣母玛利亚”。1286年，弗劳恩菲尔德确定成为哈布斯堡家族统治下的一座城镇。
弗劳恩费尔德城堡原本属于弗劳恩费尔德-维森丹根骑士团，但在14世纪后期转交给了兰登堡家族。后来在基堡伯爵的承诺下，弗劳恩费尔德获得了城市主权地位。
1460年瑞士邦联征服图尔高州和弗劳恩费尔德。1513年开始新教引入弗劳恩费尔德，但是天主教人士一直保留他们在市政局中的代表权，直到18世纪初。在1645年之前，新教和天主教人士共用当地的教堂。
从1712年开始，瑞士各个州代表在弗劳恩费尔德多次举行集会，直到1797年为止。1771年和1788年，城市两度遭遇严重火灾，大部分古老的建筑都被烧毁，所以现在的弗劳恩费尔德的建筑主要形成于18世纪末期，以晚期巴洛克风格和古典主义风格为代表。
1798年的新宪法确定弗劳恩费尔德成为图尔高州的首府，不过在当时由于位置过于接近苏黎世州因此引发了一些争议，另外推选的一个城市是魏恩费尔登，更加接近图尔高州的中心位置。妥协的结果是从1832年开始至今，图尔高州州议会每隔半年轮流在两地召开。1799年，当地卷入第二次反法同盟的战争中。在弗劳恩费尔德战役中，奥地利一度击退了法国军队，但法国不久之后重新拿下了这座城市。
1855年，苏黎世到罗曼斯霍恩的铁道开通，将弗劳恩费尔德纳入连接。1887年，弗劳恩菲尔德-维尔铁道开始运营。
1807年开始，弗劳恩费尔德正式开放公民权。1798年，图尔高周报创立，随后在1809年改名为图尔高报（德语：Thurgauer Zeitung），并延续至今。

## 人口
1919年，弗劳恩费尔德市镇社区与Herten等六个教会社区进行合并，组成新的弗劳恩菲尔德市镇。1998年，Gerlikon教会社区（原属于加赫南市镇）并入弗劳恩费尔德。
2017年弗劳恩菲尔德人口达到25000人，2019年12月31日统计的人口是25781人，外籍居民的人数在6000人左右。

### 宗教
截止2018年年底，弗劳恩费尔德有33.5%的居民信仰罗马天主教，33.4%的居民信仰新教（图尔高州福音派教会）。

## 经济
费劳恩菲尔德当地有不少著名的企业，其中包括SIGG、Sia Abrasives、Baumer集团以及Zur Rose集团等。美国化学公司Chemtura的欧洲区总部也设在这里。另外还有奥伯维森制糖厂。弗劳恩费尔德同时也是瑞士邮政包裹配送中心所在地。
2016年，弗劳恩菲尔德提供了15780个全职岗位。其中0.7%的居民从事第一产业、26.3%的居民从事第二产业，73.0%的居民从事第三产业。

## 政治
弗劳恩费尔德市议会（Gemeinderat）由40名议员组成，2019年3月的市政选举显示瑞士人民党拥有最多的议席（9席），其次是香菜与大脑（Chrampfe & Hirne）（8席），自民党.自由党位居第三（6席）。2019年瑞士联邦选举中，瑞士人民党获得最高的支持率（26.6%）。

## 交通

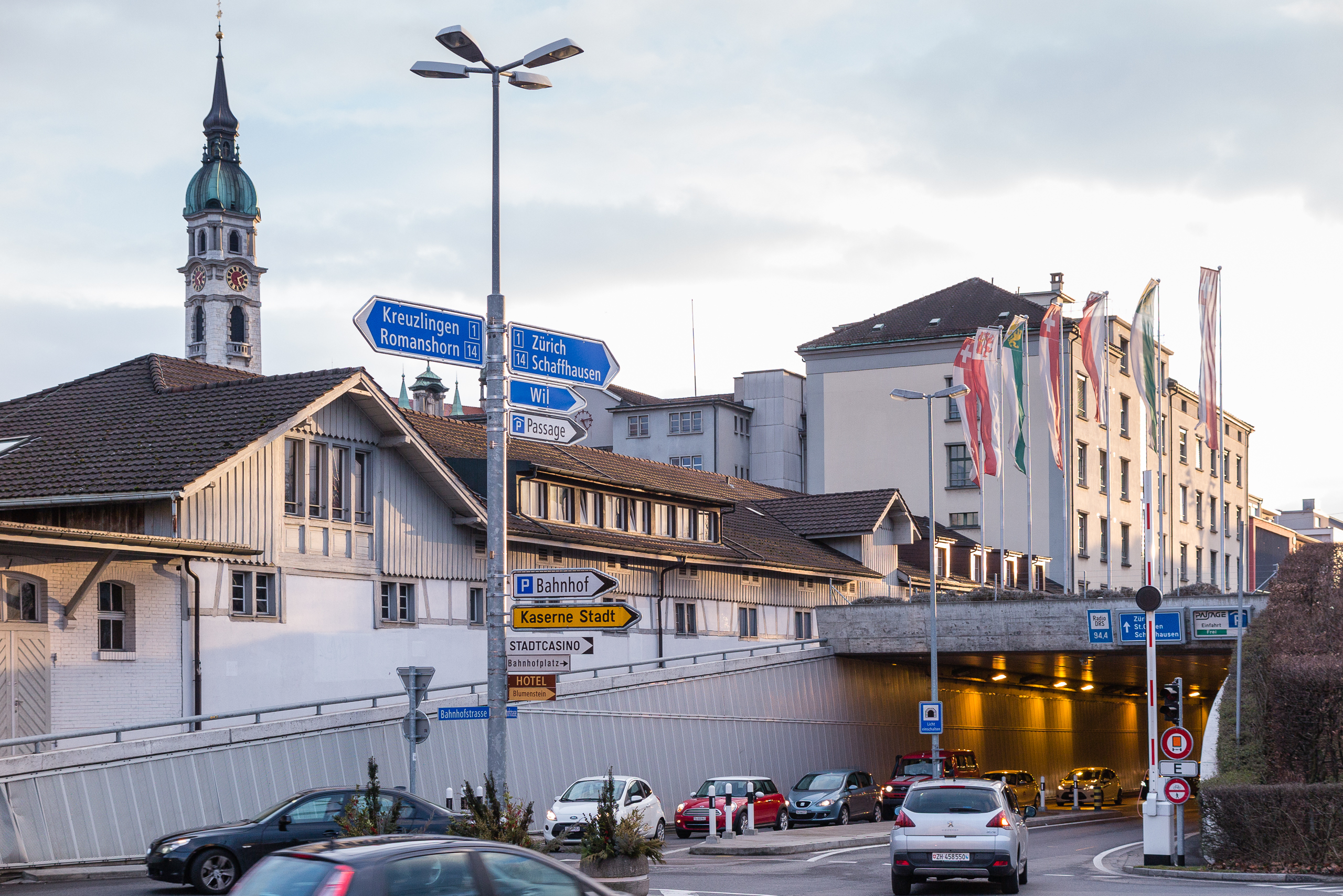
弗劳恩菲尔德火车站的地下环形交叉路口

弗劳恩费尔德火车站位于瑞士联邦铁路（SBB）的温特图尔-魏恩费尔登线路上面，同时该站也是弗劳恩费尔德-维尔线路的起点站，因此弗劳恩费尔德可以通过火车连接温特图尔、苏黎世、伯尔尼、罗曼斯霍恩、康斯坦茨和维尔等城市。目前地方政府正在考虑为弗劳恩费尔德新增两座火车站（在现火车站的北侧或者西侧择址）。

## 文化
弗劳恩费尔德拥有三个著名的博物馆，历史博物馆（位于弗劳恩费尔德城堡内），图尔高自然博物馆和图尔高考古学博物馆。还有图尔高州立图书馆。
昔日的弗劳恩菲尔德螺丝工厂已经改建成铁结构的文化、生活和工作中心，曾经荣获过瑞士遗产协会和联合国教科文组织颁发的奖。
弗劳恩菲尔德文化活动包括弗劳恩费尔德室外音乐会，从1985年起开始举办，是欧洲规模最大的嘻哈音乐节之一。另外这座城市每年都会举行一次爵士音乐节。

## 当地出身的名人
- 海因里希·海贝林（Heinrich Häberlin）──瑞士联邦委员会委员（1920-1934）
- 瓦尔特·鲁道夫·赫斯（Walter Rudolf Hess）──诺贝尔生理学或医学奖得主
- 汉斯约尔格·瓦尔特（Hansjörg Walter）──瑞士联邦委员会委员（1999-2017）
- 帕特里克·霍伊舍（Patrick Heuscher）──沙滩排球运动员
- 法比安·弗雷（Fabian Frei）──足球运动员

## 伙伴城市
- 奥地利 库夫施泰因

## 外部連結
- 官方網站 （页面存档备份，存于）